# By
 "Stad" omdirigeres hertil. For andre betydninger af Stad, se Stad (flertydig).
En by er en stor og permanent bebyggelse eller et "tæt bebygget område med gader, boliger og andre bygninger, som er centrum for handel, administration og kultur". Byer har generelt komplekse systemer til sanitering, forsyning, arealanvendelse, boliger og transport. Den store koncentration af udvikling faciliterer interaktion mellem mennesker og forretninger, ofte til begge parters fordel, men giver også udfordringer i forbindelse med at håndtere den gradvise vækst.
En stor by eller metropol har normalt forstæder og sovebyer. Derfra pendler mange til arbejde i byområderne. Når først en by vokser sig stor nok til at nå en anden by, kan denne region betegnes en konurbation eller megalopol. Damaskus er sandsynligvis verdens ældste by. Hvad angår befolkningsmængde er verdens største egentlige by sandsynligvis Shanghai, mens den hurtigst voksende er Dubai.

## Bybegrebet i Danmark
En by betegnede oprindelig et bosted og kunne derfor anvendes dels om den enkelte gård, dels om samlede landsbyer, dels om købstæder. Således anvendes ordet i alle tre betydninger i gamle svenske landskabslove.
I nyere tid er betegnelsen by benævnelse for de bebyggelser, der siden midten af det 19. århundrede er fremvoksede i landdistrikterne dels som videreudvikling af gamle landsbyer og fiskerlejer, dels i tilknytning til jernbanestationer (stationsbyer), vejkryds (vejbyer), havne (havnebyer) med videre.
Som betegnelse for enkeltgårde forekommer ordet i Danmark kun på Bornholm, hvor landsbyer ikke synes at have forekommet. Ellers betegner det altid en sammensat bebyggelse med flere gårde eller huse. Ordet synes så langt tilbage, det kendes, at have været brugt både om landsbyer og om købstæder.
Formelt anvendes betegnelsen by i Danmark om et område med mindst 200 indbyggere og med en afstand mellem nabobebyggelser på højst 200 meter, der kaldes et byområde. Bygrænserne fastlægges af Geodatastyrelsen, mens indbyggerantal administreres af Danmarks Statistik.

## Eksterne links
- Wikimedia Commons har flere filer relateret til By

- Salmonsens Konversationsleksikon: opslag: by
- Danmarks Statistik, Varedeklaration: Byopgørelsen pr. 1. januar
- Nordisk Familjebok, 1800-talsutgåvan (1878), bind 2, sp. 1385; opslag: By
- Dansk byhistorie